# Johann Baptist Georg Wolfgang Fresenius
Johann Baptist Georg Wolfgang Fresenius (Fráncfort del Meno, 25 de septiembre de 1808- Fráncfort del Meno., 1 de diciembre de 1866) fue un médico, botánico y micólogo alemán especializado en algas.

## Vida
Fresenius nació en Fráncfort del Meno, estudió medicina en las universidades de Heidelberg, Wurzburgo y Giessen, y en 1829 obtuvo su doctorado en la última institución nombrada. Posteriormente se radicó en Fráncfort del Meno, donde trabajó toda su vida como médico general, aunque nunca abandonó su interés por la botánica.
Cuando estudiaba en Heidelberg y a posteriori aprendió botánica con su amigo George Engelmann (1809-1884), que más tarde se convirtió en un reconocido botánico germano-estadounidense.

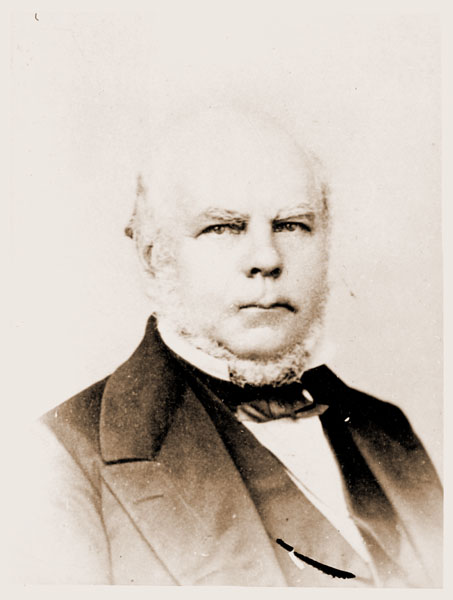
Georg Engelmann (1809-1884), médico, botánico y meteorólogo amigo de Fresenius.

Desde 1831 Fresenius fue curador del Herbario Senckenberg y profesor en el Instituto de Investigación Senckenberg.

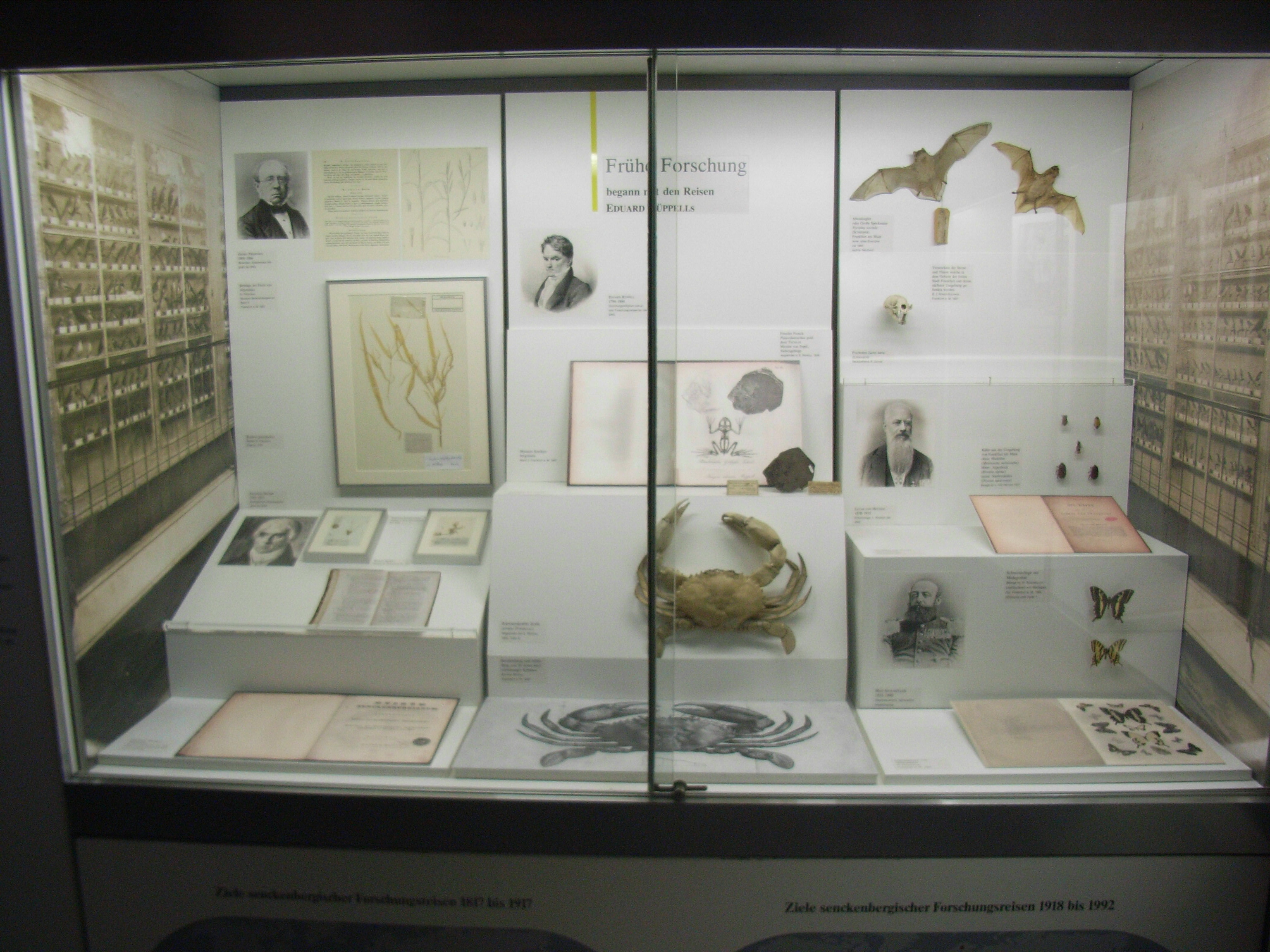
El Museo de Historia Natural Senckenberg alberga el Instituto de Investigación del mismo nombre.

Con su discípulo Heinrich Anton de Bary (1831-1888) realizó estudios de algas y hongos con el microscopio óptico.

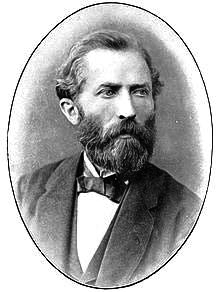
Heinrich Anton de Bary (1831-1888), discípulo y colaborador de Fresenius.

Además, dictó conferencias en la Universidad de Fráncfort Johann Wolfgang Goethe y realizó excursiones botánicas.
Fresenius murió en Fráncfort el 1 de diciembre de 1866, a la edad de 58 años.

## Honores

### Eponimia
Se dice que el que describe por primera vez una planta es su “autor botánico”. El nombre científico de la planta descrita será resultado de su nomenclatura binomial seguida de la abreviatura del nombre del/los autor/es botánico/s. Por ejemplo, el género Fresenia DC. de la familia de las Asteraceae recibió ese nombre en honor de Georg Fresenius.
- La abreviatura «Fresen.» se emplea para indicar a Johann Baptist Georg Wolfgang Fresenius como autoridad en la descripción y clasificación científica de los vegetales.[1]